# Tartaria

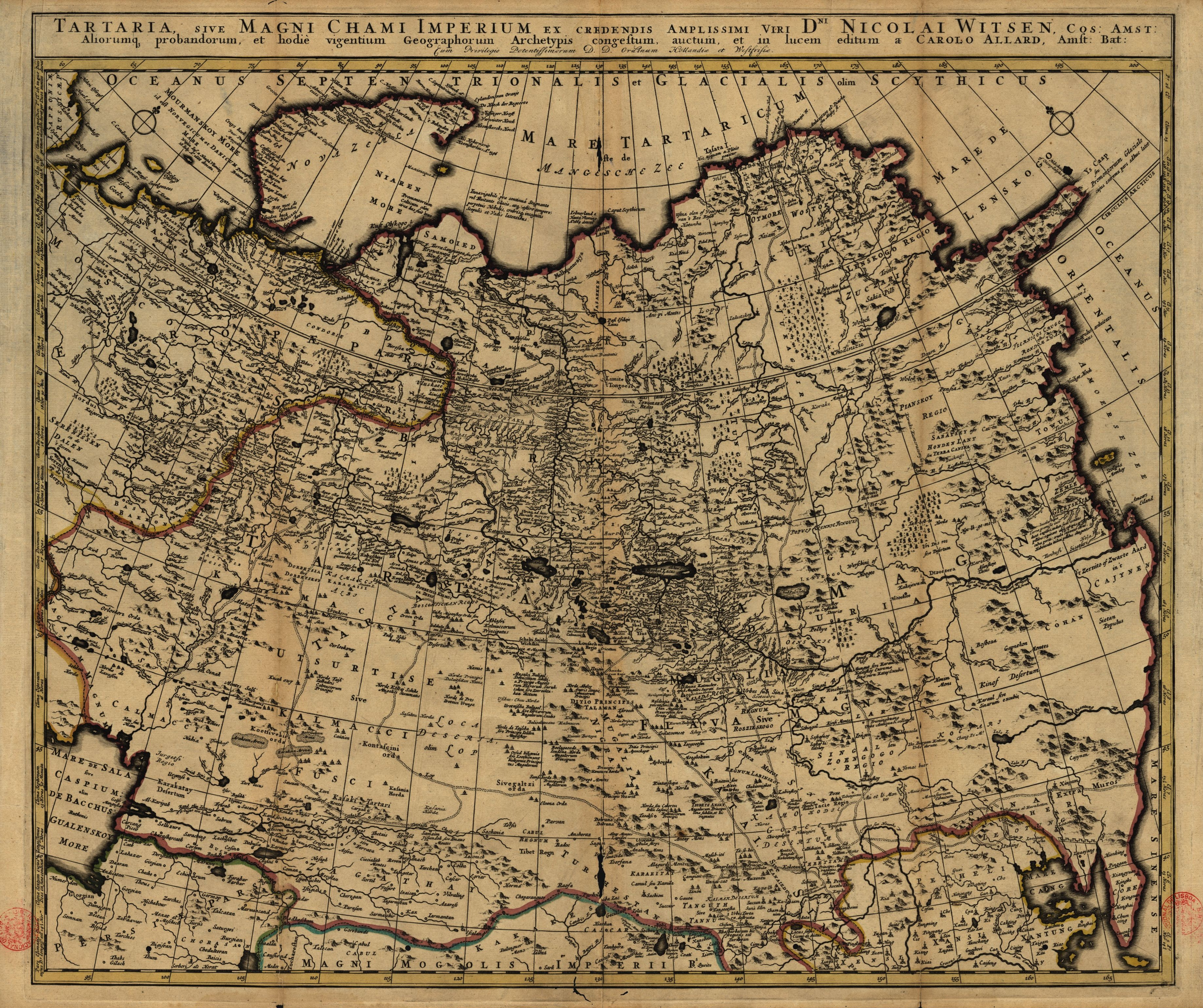
En 1705 Nicolaes Witsen, burgomaestre de Ámsterdam, publicó este mapa de Tartaria (Tierra de los tártaros).

Tartaria o Gran Tartaria (en latín: Tartaria Magna) es el nombre por el que se conocía en Europa, desde la Edad Media hasta el siglo XIX, a una gran extensión de tierra del centro y noreste de Asia que iba desde el mar Caspio y los montes Urales hasta el océano Pacífico y que estaba habitada por varios pueblos túrquicos y mongoles, a los que genéricamente llamaba «tártaros». Incluía lo que en la actualidad se conoce como Siberia, Extremo Oriente ruso, Turquestán (incluido el Turquestán Oriental), la Gran Mongolia, Manchuria y, ocasionalmente, el Tíbet.

## Geografía e historia

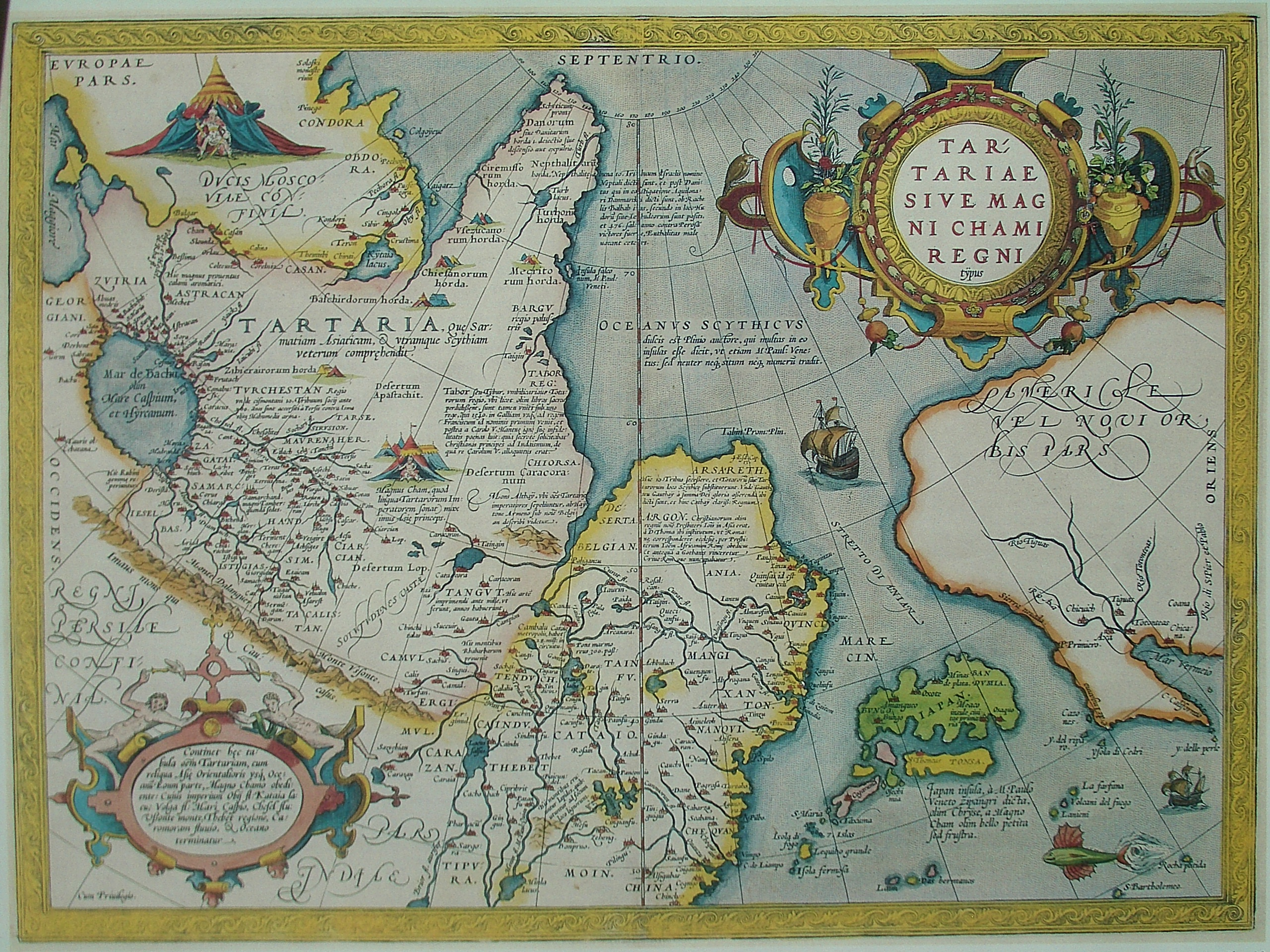
Tartaria o Reino del Gran Khan

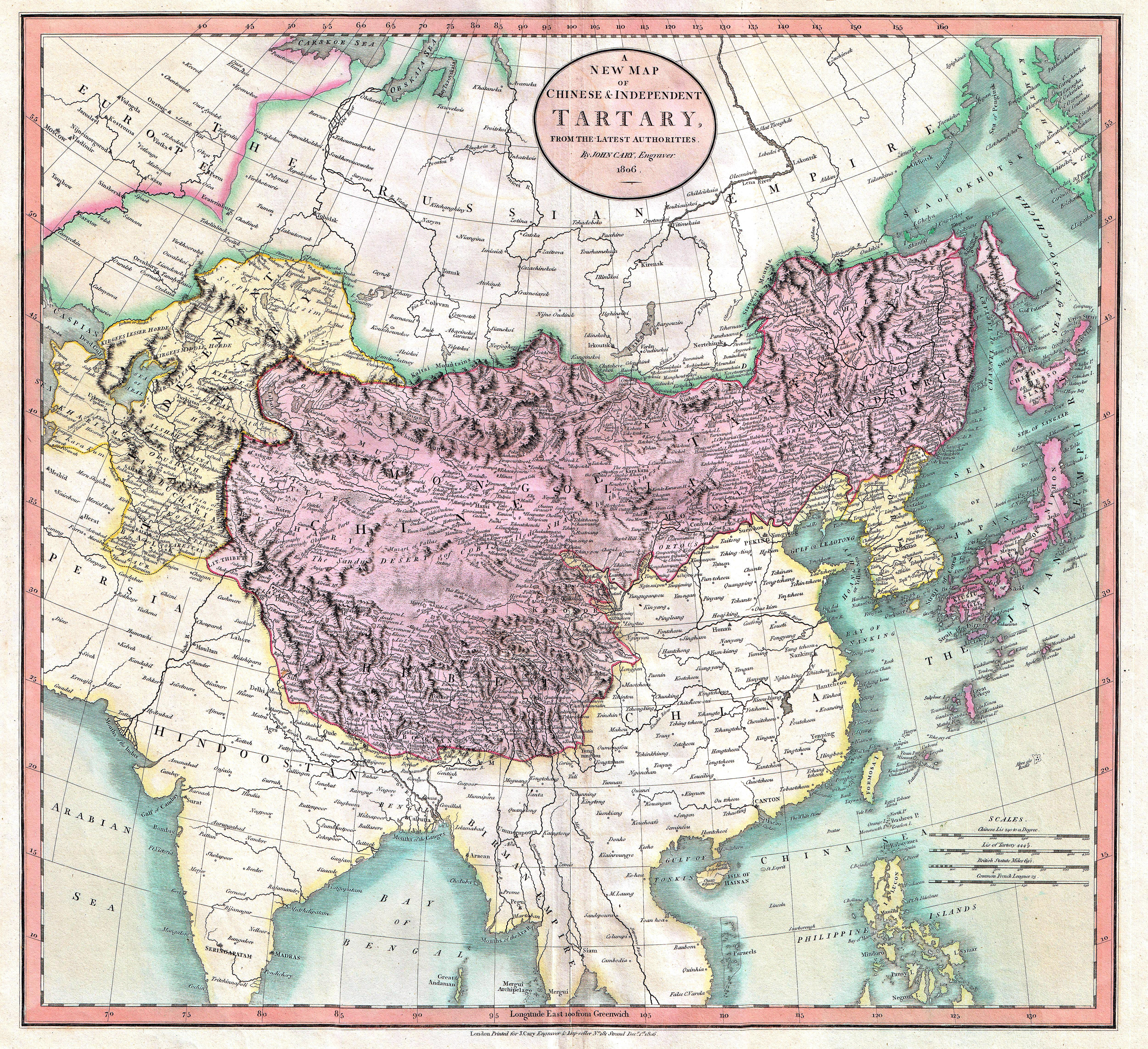
Mapa de Tartaria dibujado por John Cary (1806) A New Map of Mongolian & Independent Tartary, From the Latest Authorities.

En los mapas y textos europeos datados entre los siglos XVI y principios del XIX Tartaria era el nombre genérico de los extensos territorios de Siberia y el Extremo Oriente ruso. Tomaba su nombre de los tártaros, nombre que se asignaba en Occidente a los pueblos mongoles. El término fue cayendo en desuso a medida que el Imperio ruso se expandía hacia el este y Siberia era más conocida en Europa. 

### El mapa de Cary
Uno de los más completos mapas de esta región es el diseñado en 1806 por el cartógrafo británico John Cary, en el que se sintetiza el conocimiento de Asia Central "según las más recientes autoridades", es decir los datos aportados a Occidente por misioneros jesuitas, viajeros y comerciantes, muchos de ellos franceses, rusos y persas, hasta finales del siglo XVIII. En el mapa se muestra todo el espacio comprendido entre el mar Caspio y Japón hacia el este, y desde el golfo del Obi hasta la India, Birmania y las Filipinas en el sentido norte - sur.
Tartaria aparece dividida en regiones cuyo apelativo denota su ubicación geográfica y el estado que ejerce la soberanía sobre el territorio. Así, la Tartaria Moscovita o Tartaria Rusa (actual Tartaristán) corresponde a Siberia Occidental, la Tartaria China o de Catay es el Turquestán Oriental (actualmente llamado Sinkiang, en China), la Tartaria Oriental o de Mongolia son las actuales Mongolia, Mongolia Interior y Manchuria, (de rosa en el mapa, con la inclusión errónea del Japón), mientras que la llamada Tartaria Independiente (en amarillo en el mapa) corresponde a la región histórica del Turquestán occidental (o Turquestán ruso), hoy dividido entre los estados independientes de Kirguistán, Turkmenistán, Tayikistán, Uzbekistán y Kazajistán.

### Pequeña Tartaria
Tartaria Minor o Pequeña Tartaria fue el nombre del Kanato de Crimea, el estado creado por los pueblos tártaros de la península desde 1441 hasta 1783, el más  duradero de los kanatos túrquicos que sucedieron al Imperio de la Horda de Oro.

## Tartaria en la cultura de Occidente
Desde la mediados del siglo XIX, Tartaria aparece como un topónimo más o menos legendario en la literatura y en descripciones de viajes antiguos y medievales. Por lo general es un término que tiene una connotación negativa, vinculado a los paisajes hostiles de Asia Central y a sus pueblos salvajes. Este uso se sumó a la percepción negativa de Oriente, característica de Europa del siglo XIX, y Tartaria perdió su significado étnico, relacionado con los pueblos turcos y mongoles, para convertirse en sinónimo de barbarie, crueldad y esclavitud, como opuestas al progreso y la civilización europeos. Los rusos usaron ampliamente esta concepción para justificar la marcha hacia el este del Imperio de los zares, y evitaron vincular a Tartaria con su propio estado. En Occidente,  por el contrario, Tartaria se asoció a menudo con el Imperio ruso y más tarde, con la Unión Soviética, a la cual la propaganda presentaba como un estado "tártaro" es decir asiático.
En la comunidad académica postsoviética, el nombre Tartaria a veces se usa en el contexto de la búsqueda de conceptos globales, como sinónimo del corazón de Eurasia, sin límites definidos y con contenido poco claro. El estudio más completo de este concepto es la monografía, publicada de 2014, de Svetlana Gorshenina "La invención de Asia Central: una historia del concepto de Tartaria a Eurasia", en la cual estudia en detalle la evolución del término Tartaria y su relación con los tártaros. La autora explica el uso de Tartaria en la pseudociencia postsoviética, marcada por el nacionalismo, como el nombre original de una antigua Rusia imperial, y altamente desarrollada, ignorada y ocultada por Occidente.

### Tartaria en las artes
Tartaria fue un nombre habitual en Europa para designar un territorio lejano e inexplorado. En la literatura inglesa, uno de los Cuentos de Canterbury (el Cuento del escudero o The Squire's Tale), de Chaucer, está ambientado en "la corte real de Tartaria." 
En los Viajes de Gulliver de Jonathan Swift, el narrador se refiere a Tartaria en dos ocasiones. Una de ellas indicando que el rumbo los podría llevar "más allá de Tartaria y el Mar Glacial" y la otra, más elaborada y parodiando a los geógrafos de la época, donde señala que los mismos "... están en un gran error suponiendo que entre Japón y California no hay nada excepto el mar; pues en mi opinión, debe existir una masa de tierra que haga de contrapeso al gran continente de Tartaria."
Calaf, uno de los personajes principales de la ópera Turandot de Giacomo Puccini es Príncipe de Tartaria.
El religioso y escritor Évariste Régis Huc tituló a uno de sus libros más conocidos como "Recuerdos de un viaje en Tartaria, Tibet y China durante los años 1844, 1845 y 1846." En el mismo, Tartaria recupera su antiguo sentido étnico y se refiere a Mongolia.
En el libro "Noticias de Tartaria: un viaje de Beijing a Cachemira", escrito por el corresponsal de The Times, Peter Fleming después de un viaje al Karakórum y al Sinjiang, Tartaria tiene un significado simbólico y corresponde geográficamente a la antigua Tartaria de los mapas. 
En la novela "El desierto de los tártaros" de Dino Buzzati, el topónimo no designa un territorio específico, sino que se usa como símbolo de una amenaza oculta, una metáfora del miedo desligada de cualquier característica temporal y espacial.
En la novela Ada de Vladimir Nabokov, Tartaria es el nombre de un gran país del ficticio planeta de Antiterra, Rusia es su contraparte en Terra, el mundo gemelo de Antitierra.
En el relato de L. Frank Baum: La vida y aventuras de Santa Claus, los antagonistas son los gigantes de tres ojos de Tartaria.
En el poema de Walter de la Mare "Si yo fuera señor de Tartaria", este país se describe como una tierra llena de felicidad.

### Teorías de conspiración

#### Origen
La teoría de la Gran Tartaria como una civilización perdida se originó en Rusia, a partir de la difusión de la llamada Nueva cronología de Anatoly Fomenko, y fue popularizada por Nikolai Levashov. En la pseudociencia rusa, conocida por su nacionalismo, Tartaria se presentaba como el nombre «verdadero» de Rusia,  maliciosamente «ignorado» en Occidente. Desde aproximadamente 2016, las teorías de conspiración sobre un supuesto «imperio perdido de Tartaria» han ganado popularidad entre los internautas de habla inglesa, mayoritariamente en los Estados Unidos, pero separadas de su marco nacionalista ruso e integradas a las teorías marginales de los grupos QAnon.

#### Características
La versión occidental de Tartaria se fundamenta en una interpretación ahistórica del desarrollo de la arquitectura; sus defensores consideran que ciertos edificios de estilo clásico ya demolidos como el Singer o la Estación Pensilvania de Nueva York, del mismo modo que los pabellones temporales de las Ferias Mundiales de finales del siglo XIX y principios del XX, eran en realidad construcciones de un vasto imperio mundial, Tartaria, suprimido de la Historia. También otras grandes edificaciones, desde la Casa Blanca a las pirámides, son atribuidas a esta civilización, supuestamente muy avanzada, en algunas versiones habitada por gigantes, cuyo núcleo central era un poderoso imperio que habría ocupado todo el norte de Asia, desde el mar Caspio y los montes Urales hasta las costas del océano Pacífico. Algunos promotores de la idea, añaden que Tartaria logró trasmitir energía por medio de ondas a grandes distancias, tal como intentara hacer Tesla, y que las espiras de las torres características de la arquitectura rusa, eran receptores de dichas ondas; al mismo tiempo creen que los postes telegráficos visibles en algunas fotos antiguas son conductores de esa misma energía. Tartaria, sostienen, logró la paz mundial, pero fue destruida por inundación de lodo; para cubrir sus restos y ocultar su existencia, la «elite» inventó la Primera y Segunda Guerras Mundiales. A partir de entonces, según los defensores de esta idea, tuvo lugar un reset o «reinicio» de la civilización que dio origen al mundo actual.
Entre quienes comparten esta teoría conspirativa, las fotos, ilustraciones y mapas antiguos son la principal prueba de sus afirmaciones.  Consideran que existen construcciones similares en todo el mundo, como edificios de estilo clásico con cúpulas, fortalezas en forma de estrella o palacios con torres elaboradas, que demuestran la existencia de una civilización mundial. En cuanto a los mapas, la ubicación de un extenso territorio en Asia Central y Oriental llamado Tartaria, con menciones de sus símbolos como banderas o emblemas, es evidencia de su existencia, así como su desaparición en los mismos, indica que fue suprimido por intereses ocultos.
Por otra parte, según los seguidores de esta teoría, las fotos del siglo XIX parecen mostrar calles desiertas en muchas ciudades y, cuando aparecen personas, hay un contraste entre la tecnología, carruajes tirados por caballos en calles embarradas, y las elaboradas construcciones de piedra. La mención del barro es importante para estos creyentes, ya que en ciertas imágenes se ven, sostienen, elementos arquitectónicos como puertas, ventanas y arcos que apenas sobresalen del nivel del suelo; por lo que suponen que fueron sepultados por un aluvión de lodo.

#### Crítica
No existen pruebas de la existencia de esta civilización y toda la evidencia que supuestamente la respalda se basa en la malinterpretación de una serie de datos, documentos y monumentos. 
En realidad, según todas las fuentes, Tartaria fue el nombre de un territorio de Asia Central y Oriental, mal conocido en Europa, poblado por pueblos de origen mongol. Diccionarios y enciclopedias del siglo XVII a XIX lo mencionan y, como era costumbre en la época, le asignan emblemas y fronteras definidas que nunca existieron en realidad. En cuanto a los edificios de estilo neoclásico se pusieron de moda a finales del siglo XVIII y se difundieron por gran parte de Europa y América junto con la Revolución Industrial, mientras que las fortificaciones con bastiones en punta, cuyo plano semeja una estrella, son anteriores y corresponden a la arquitectura defensiva francesa de Vauban, desarrollada a partir del avance de las armas de fuego de gran alcance. 
Las Grandes Exposiciones, o Ferias Mundiales, se caracterizaron por la construcción de edificios efímeros y recargados en cuyo interior se exhibían los avances tecnológicos de la llamada Belle Époque. Aunque en las imágenes parezcan obras imponentes, la realidad es que estaban construidos con materiales baratos o fácilmente desmontables, como vidrio o acero. En los archivos de las ciudades que fueron sede, o participaron, de estas muestras están guardados los planos originales de la mayor parte de estas construcciones.
En cuanto a las fotografías de calles desiertas, se debe recordar que las primeras fotos no tenían el tiempo de exposición suficiente para captar a las personas, por lo que estas no aparecían en ellas. Acerca de la presencia de «tecnología antigua» conviviendo con modernos edificios la confusión proviene de la idea errónea de que los grandes monumentos solo pueden construirse con maquinarias ultramodernas y el desconocimiento del gran desarrollo de las técnicas de construcción a partir del uso de la energía del vapor y la electricidad desde mediados del 1800.  Finalmente, las imágenes de edificios junto con excavaciones son registros de la renovación urbana de finales del siglo XIX y principios del XX, con la construcción de subterráneos y la colocación en el subsuelo de tendidos eléctricos o sistemas de agua corriente.
En síntesis, la teoría de Tartaria es el resultado del desconocimiento de la Historia moderna y una mala interpretación de la arquitectura; todo ello sumado a la creencia en un complot de las llamadas «élites» para mantener engañada a la población mundial.